# Эстрелья Бургос, Виктор
Виктор Эстрелья Бургос (исп. Víctor Estrella Burgos; родился 2 августа 1980 года в Сантьяго-де-лос-Трейнта-Кабальерос, Доминиканская республика) — профессиональный теннисист, победитель трёх турниров ATP в одиночном разряде. Своих лучших результатов в теннисе добился уже после 30 лет, войдя в Топ-100 рейтинга ATP в 33-летнем возрасте. Первый турнир серии ATP выиграл в 34 года, установив тем самым рекорд — до этого никто не завоёвывал свой дебютный титул в столь позднем по теннисным меркам возрасте.

## Общая информация
Отца Виктора зовут — Эльхио Феликс, а мать — Ана. У него есть три брата: Эктор, Хенри и Феликс.
Начал играть в теннис в возрасте восьми лет.

## Спортивная карьера
С 1998 по 2019 год выступал за сборную Доминиканской республики в Кубке Дэвиса. Соотношение побед и поражений в турнире — 43-17 в одиночном разряде, и 22-23 в парном. Является рекордсменом своей страны по числу игр и числу побед в Кубке Дэвиса.

### 2009—2013
В 2009 году выиграл свои первые турниры серии «челленджер» в парном разряде — в Перейре в паре с бразильцем Жуаном Соузой и в Сарасоте в паре с мексиканцем Сантьяго Гонсалесом. В ноябре 2010 года выиграл «челленджер» в Канкуне в паре с тем же Сантьяго Гонсалесом. В 2011 выиграл свой первый «челленджер» в одиночном разряде. Это произошло в Медельине (Колумбия), в финале был повержен хозяин кортов Алехандро Фалья .
В 2012 победил в паре с бразильцем Марсело Демолинером на «челленджере» в Боготе. В сентябре 2013 года завоевал свой второй одиночный титул в серии «челленджер», победив в финале турнира в Кито аргентинца Марко Трунгеллити. В ноябре 2013 Эстрелья стал победителем «челленджера» серии «SERIE+» в Боготе с призовым фондом $ 125 000. В финале этого турнира одолел бразильца Томаса Беллуччи, который снялся после 43 минут игры из-за болей в животе, счёт на тот момент был 6-2, 2-0 в пользу Виктора Эстрельи.

### 2014—2015 (попадание в топ-100 и первый титул АТП)

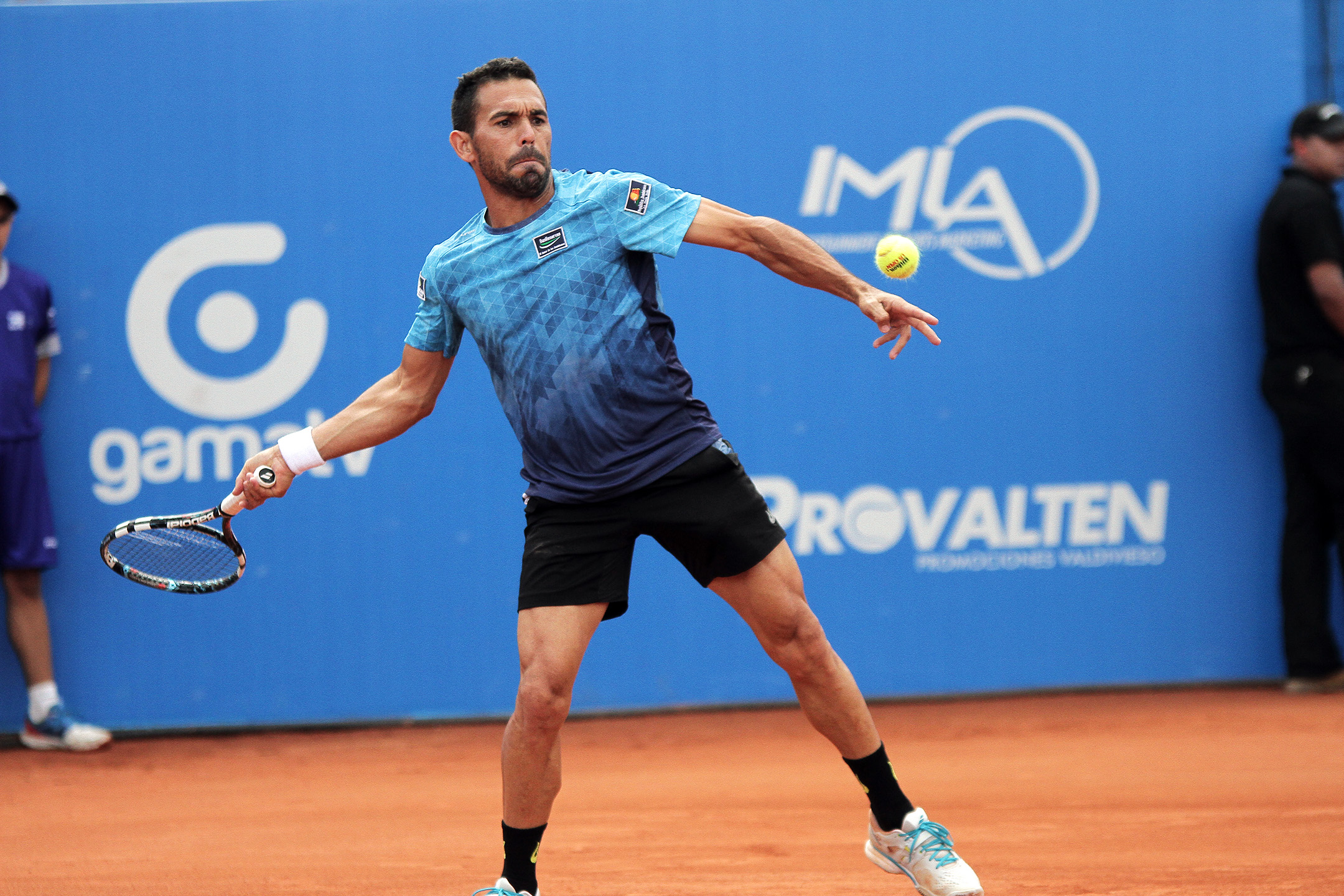
на победном турнире в Кито

Эстрелья начал сезон 2014 года на 144-й позиции в рейтинге. Год начался для него с двух поражений подряд на турнирах серии «челленджер» в Сан-Паулу и Букараманге. Гораздо более удачно выступил в феврале, сначала дойдя до финала «челленджера» в Куэрнаваке, где проиграл австрийцу Геральду Мельцеру, а затем выиграв турнир в Салинасе, победив в финале аргентинца Андреа Кольярини. Эти успехи позволили Виктору приблизиться к первой сотне рейтинга, тем самым он гарантировал себе участие в основной сетке грядущего Ролан Гаррос, без участия в квалификации.
Матч первого раунда на Открытом чемпионате Франции против Ежи Яновича стал первым на турнирах серии Большого шлема для игроков из Доминиканской республики. Виктор Эстрелья Бургос сумел навязать борьбу 23-й ракетке мира, уступив в четырёх сетах 1-6, 4-6, 7-6, 4-6. Несмотря на это поражение, заработанные за участие в первом круге очки, позволили Виктору Эстрелье войти в первую сотню рейтинга.
В июле Эстрелья впервые смог выйти в полуфинал турнира Мирового тура, добравшись до этой стадии на турнире в Боготе. На Открытом чемпионате США он добился выхода в третий раунд. В упорной борьбе с 6-й ракеткой мира Милошем Раоничем Виктор уступил на трёх тай-брейках — 6-7(5), 6-7(5), 6-7(3). В сентябре ему удалось победить на «челленджере» в городе Перейра. Сезон он смог завершить на 78-м месте в мировом рейтинге.

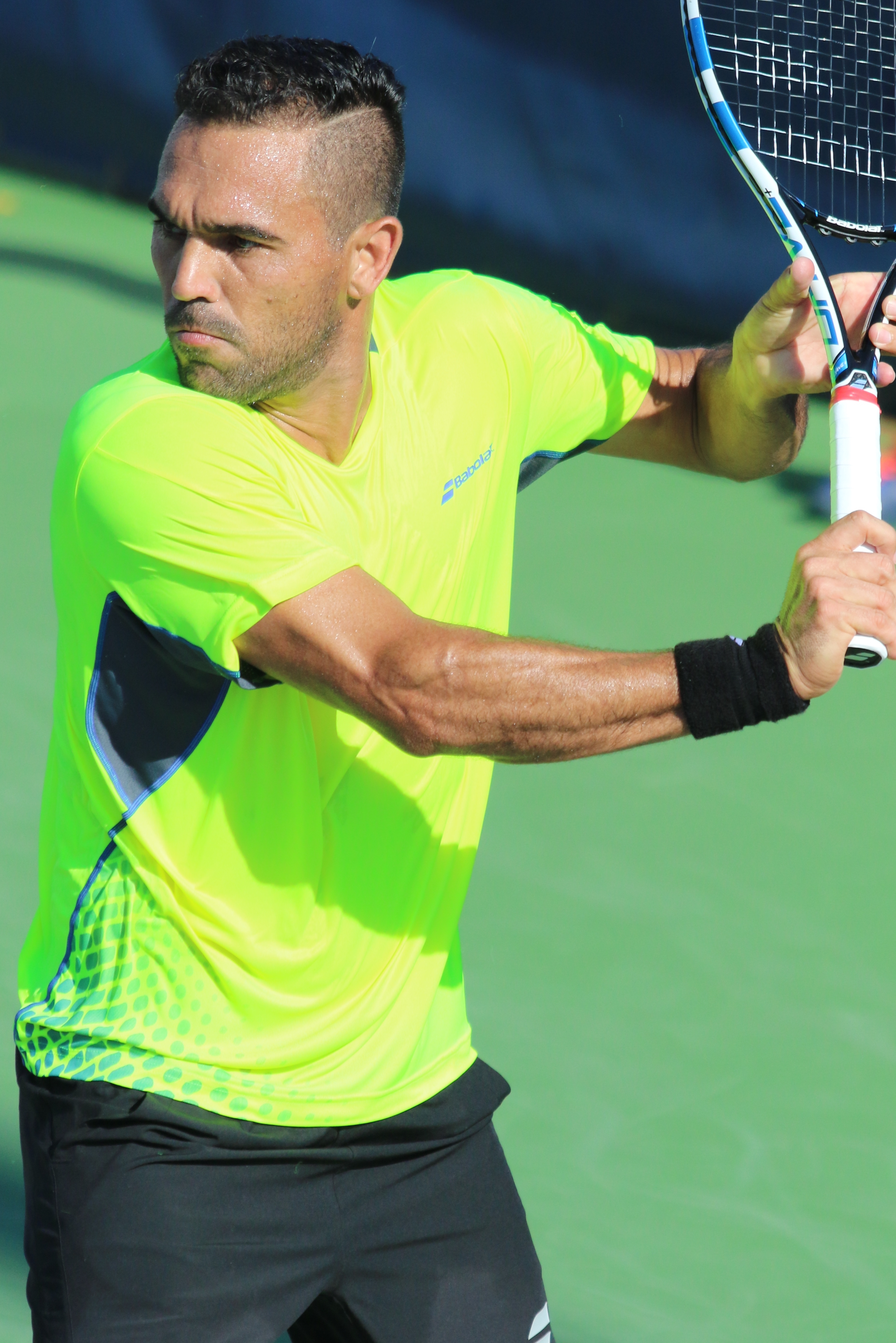
на Открытом чемпионате США

2015 год ознаменовался наибольшим успехом в карьере Виктора. Впервые он принял участие в основной сетке Открытого чемпионата Австралии, проиграв в первом круге австрийцу Юргену Мельцеру. Грунтовый сезон начал на «челленджере» в колумбийской Букараманге, где дошёл до четвертьфинала, уступив там испанцу Даниэлю Химено-Траверу. Затем стал участником возобновлённого спустя 31 год Открытого чемпионата Эквадора по теннису в Кито. Виктор Эстрелья Бургос дошёл до финалов как в одиночном, так и в парном разряде. Если в парных соревнованиях (в паре с Жуаном Соузой) финал был проигран, то в одиночных Виктор праздновал успех, одержав победу над 14-й ракеткой мира Фелисиано Лопесом (6-2, 6-7, 7-6). Таким образом был обыгран соперник с наивысшим рейтингом в карьере Виктора Эстрельи и одержана первая победа в Мировом туре. Эстрелья стал самым возрастным игроком, кому удалось выиграть дебютный титул АТП.
После этого успеха Эстрелья добыл титул на «челленджере» в Куэрнаваке и поднялся к концу февраля топ-50 одиночного рейтинга. В апреле на турнире в Барселоне во втором раунде он смог единственный раз обыграть теннисиста из топ-10, нанеся поражение № 9 в мире на тот момент Марину Чиличу (6-4, 6-4). На следующем турнире в Мюнхене Эстрелья смог пройти в четвертьфинал. В июле он сыграл в 1/4 финала в Боготе и поднялся на самую высокую в карьере — 43-ю строчку одиночного рейтинга.

### 2016—2019 (два титула в Кито и завершение карьеры)
В феврале 2016 года Эстрелья приехал на защиту титула в Кито и вновь смог удивить теннисный мир и выиграть турнир. В финале он выиграл у бразильца Томаса Беллуччи со счётом 4-6, 7-6(5), 6-2. В апреле он сыграл в парном финале турнира в Хьюстоне в команде с Сантьяго Гонсалесом. Летом Виктор впервые сыграл на Олимпийских играх, где проиграл в первом же раунде итальянцу Фабио Фоньини.
В 2017 году Эстрелья смог одержать третью подряд победу на турнире в Кито. На этот раз в финале счастливого для него турнира его оппонентом стал итальянец Паоло Лоренци, которого Виктор обыграл со счётом 6-7(2), 7-5, 7-6(6). В августе он выиграл домашний «челленджер» в Санто-Доминго. Этот трофей стал последним в карьере доминикаца.
В феврале 2018 года Эстрелья вновь сыграл на турнире в Кито. Но четвёртая подряд победа ему не далась. На этот раз Виктор проиграл во втором раунде австрийцу Геральду Мельцеру.
Эстрелья выступал в профессиональном теннисе до 2019 года, сыграв последний раз в октябре у себя на родине на «челленджере» в Санто-Доминго.

## Рейтинг на конец года
| Год  | Одиночный рейтинг | Парный рейтинг |
| 2020 | 893               |                |
| 2019 | 774               |                |
| 2018 | 278               | 342            |
| 2017 | 83                | 340            |
| 2016 | 102               | 194            |
| 2015 | 56                | 190            |
| 2014 | 78                | 294            |
| 2013 | 144               | 304            |
| 2012 | 255               | 226            |
| 2011 | 202               | 299            |
| 2010 | 211               | 200            |
| 2009 | 325               | 168            |
| 2008 | 235               | 254            |
| 2007 | 317               | 587            |
| 2006 | 570               |                |
| 2004 | 1463              | 1760           |
| 2003 | 1061              | 1052           |
| 2002 | 1055              |                |

## Выступления на турнирах

### Финалы турнировATPв одиночном разряде (3)

#### Победы (3)
| Легенда                     |
| --------------------------- |
| Турниры Большого шлема (0*) |
| Итоговый турнир ATP (0)     |
| ATP Мастерс 1000 (0)        |
| АТР 500 (0)                 |
| АТР 250 (3)                 |

| Титулы по покрытиям | Титулы по месту проведения матчей турнира |
| ------------------- | ----------------------------------------- |
| Хард (0*)           | Зал (0)                                   |
| Грунт (3)           | Зал (0)                                   |
| Трава (0)           | Открытый воздух (3)                       |
| Ковёр (0)           | Открытый воздух (3)                       |

* количество побед в одиночном разряде.
| №  | Дата            | Турнир            | Покрытие | Соперник в финале | Счёт              |
| 1. | 8 февраля 2015  | Кито, Эквадор     | Грунт    | Фелисиано Лопес   | 6-2 6-7(5) 7-6(5) |
| 2. | 7 февраля 2016  | Кито, Эквадор (2) | Грунт    | Томас Беллуччи    | 4-6 7-6(5) 6-2    |
| 3. | 12 февраля 2017 | Кито, Эквадор (3) | Грунт    | Паоло Лоренци     | 6-7(2) 7-5 7-6(6) |

### Финалы челленджеров и фьючерсов в одиночном разряде (39)

#### Победы (28)
| Титулы             |
| Челленджеры (7+4*) |
| Фьючерсы (21+5)    |

| Титулы по покрытиям | Титулы по месту проведения матчей турнира |
| ------------------- | ----------------------------------------- |
| Хард (15+5*)        | Зал (0)                                   |
| Грунт (13+4)        | Зал (0)                                   |
| Трава (0)           | Открытый воздух (28+9)                    |
| Ковёр (0)           | Открытый воздух (28+9)                    |

* количество побед в одиночном разряде + количество побед в парном разряде.
| №   | Дата             | Турнир                                  | Покрытие | Соперник в финале     | Счёт              |
| 1.  | 2 июля 2006      | Буффало, США                            | Грунт    | Маркус Фугейт         | 4-6 6-3 6-2       |
| 2.  | 9 июля 2006      | Питтсбург, США                          | Грунт    | Матей Боско           | 7-6(2) 6-3        |
| 3.  | 20 мая 2007      | Тампа, США                              | Грунт    | Стефано Янни          | 6-2 6-2           |
| 4.  | 28 октября 2007  | Манагуа, Никарагуа                      | Хард     | Александр Сачко       | 6-4 3-6 6-4       |
| 5.  | 25 ноября 2007   | Санто-Доминго, Доминиканская Республика | Хард     | Адам Келлнер          | 6-4 6-4           |
| 6.  | 2 декабря 2007   | Санто-Доминго, Доминиканская Республика | Хард     | Николас Тодеро        | 6-3 6-3           |
| 7.  | 9 декабря 2007   | Санто-Доминго, Доминиканская Республика | Хард     | Оскар Буррьеса-Лопес  | 7-6(3) 6-3        |
| 8.  | 15 июня 2008     | Лумис, США                              | Хард     | Рикардо Осевар        | 6-4 0-6 7-6(8)    |
| 9.  | 14 декабря 2008  | Санто-Доминго, Доминиканская Республика | Хард     | Андрей Куманцов       | 7-6(4) 6-4        |
| 10. | 21 декабря 2008  | Санто-Доминго, Доминиканская Республика | Хард     | Джонсон Гарсия        | 7-6(3) 6-4        |
| 11. | 29 ноября 2009   | Санто-Доминго, Доминиканская республика | Хард     | Ричардас Беранкис     | 7-5 6-1           |
| 12. | 6 декабря 2009   | Санто-Доминго, Доминиканская республика | Хард     | Адам эль Михдави      | 7-6(4) 6-3        |
| 13. | 21 февраля 2010  | Браунсвилл, США                         | Хард     | Вашек Поспишил        | 6-4 6-3           |
| 14. | 5 сентября 2010  | Манисалес, Колумбия                     | Грунт    | Хуан Себастьян Кабаль | 6-4 6-4           |
| 15. | 28 ноября 2010   | Санто-Доминго, Доминиканская республика | Хард     | Матве Мидделкоп       | 6-1 2-6 6-1       |
| 16. | 5 декабря 2010   | Санто-Доминго, Доминиканская республика | Хард     | Пьер-Юг Эрбер         | 6-1 6-3           |
| 17. | 12 декабря 2010  | Санто-Доминго, Доминиканская республика | Хард     | Матве Мидделкоп       | 6-4 6-2           |
| 18. | 13 февраля 2011  | Панама, Панама                          | Грунт    | Мартин Алунд          | 6-3 6-0           |
| 19. | 6 ноября 2011    | Медельин, Колумбия                      | Грунт    | Алехандро Фалья       | 6-7(2) 6-4 6-4    |
| 20. | 5 февраля 2012   | Мехико, Мексика                         | Хард     | Марсель Фельдер       | 7-6(2) 3-6 6-2    |
| 21. | 18 августа 2012  | Богота, Колумбия                        | Грунт    | Николас Баррьентос    | 7-5 6-4           |
| 22. | 11 августа 2013  | Медельин, Колумбия                      | Грунт    | Маурисио Эчасу        | 6-4 0-6 6-3       |
| 23. | 22 сентября 2013 | Кито, Эквадор                           | Грунт    | Марко Трунджеллити    | 2-6 6-4 6-4       |
| 24. | 10 ноября 2013   | Богота, Колумбия                        | Грунт    | Томас Беллуччи        | 6-2 3-0 — отказ   |
| 25. | 2 марта 2014     | Салинас, Эквадор                        | Грунт    | Андреа Кольярини      | 6-3 6-4           |
| 26. | 28 сентября 2014 | Перейра, Колумбия                       | Грунт    | Жуан Соуза            | 7-6(5) 3-6 7-6(6) |
| 27. | 22 февраля 2015  | Куэрнавака, Мексика                     | Хард     | Дамир Джумхур         | 7-5 6-4           |
| 28. | 20 августа 2017  | Санто-Доминго, Доминиканская Республика | Грунт    | Дамир Джумхур         | 7-6(4) 6-4        |

#### Поражения (11)
| №   | Дата            | Турнир                                  | Покрытие | Соперник в финале     | Счёт           |
| 1.  | 7 мая 2006      | Виро-Бич-Саут, США                      | Грунт    | Райан Свитинг         | 3-6 0-6        |
| 2.  | 16 июля 2006    | Пеория, США                             | Грунт    | Денис Живкович        | 2-6 1-6        |
| 3.  | 4 марта 2007    | Харлинген, США                          | Хард     | Александр Богомолов   | 4-6 1-6        |
| 4.  | 7 октября 2007  | Каракас, Венесуэла                      | Хард     | Хулио-Сесар Кампосано | 3-6 3-6        |
| 5.  | 7 декабря 2008  | Санто-Доминго, Доминиканская Республика | Хард     | Филипп Освальд        | 6-7(2) 4-6     |
| 6.  | 13 декабря 2009 | Санто-Доминго, Доминиканская республика | Хард     | Каталин-Йонут Гард    | 4-6 6-0 4-6    |
| 7.  | 7 февраля 2010  | Палм Коаст, США                         | Грунт    | Марко Мирнегг         | 1-6 3-6        |
| 8.  | 23 февраля 2014 | Куэрнавака, Мексика                     | Хард     | Геральд Мельцер       | 1-6 4-6        |
| 9.  | 5 октября 2014  | Кали, Колумбия                          | Грунт    | Паоло Лоренци         | 6-4 3-6 3-6    |
| 10. | 31 октября 2015 | Монтеррей, Мексика                      | Хард     | Тимо де Баккер        | 6-7(1) 6-4 3-6 |
| 11. | 10 июля 2016    | Кали, Колумбия                          | Грунт    | Дариан Кинг           | 7-5 4-6 5-7    |

### Финалы турнировATPв парном разряде (2)

#### Поражения (2)
| №  | Дата           | Турнир        | Покрытие | Партнёр           | Соперники в финале           | Счёт           |
| 1. | 8 февраля 2015 | Кито, Эквадор | Грунт    | Жуан Соуза        | Геро Кречмер Александр Сачко | 5-7 6-7(3)     |
| 2. | 10 апреля 2016 | Хьюстон, США  | Грунт    | Сантьяго Гонсалес | Боб Брайан Майк Брайан       | 6-4 3-6 [8-10] |

### Финалы челленджеров и фьючерсов в парном разряде (24)

#### Победы (9)
| №  | Дата            | Турнир                                  | Покрытие | Партнёр           | Соперники в финале                    | Счёт               |
| 1. | 26 января 2003  | Гватемала, Гватемала                    | Хард     | Джонсон Гарсия    | Бруно Соарес Марсио Торрес            | 6-7(4) 6-4 7-6(13) |
| 2. | 14 октября 2007 | Каракас, Венесуэла                      | Хард     | Роман Рекарте     | Пьеро Луиси Роберто Майтин            | 5-7 6-2 [10-6]     |
| 3. | 21 декабря 2008 | Санто-Доминго, Доминиканская Республика | Хард     | Джонсон Гарсия    | Андрей Куманцов Райан Янг             | 6-4 6-0            |
| 4. | 3 мая 2009      | Перейра, Колумбия                       | Грунт    | Жуан Соуза        | Хуан Себастьян Кабаль Алехандро Фалья | 6-4 6-4            |
| 5. | 17 мая 2009     | Сарасота, США                           | Грунт    | Сантьяго Гонсалес | Каес Ван'т Хоф Харш Манкад            | 6-2 6-4            |
| 6. | 21 февраля 2010 | Браунсвилл, США                         | Хард     | Арнау Брюгес-Дави | Бретт Джоэльсон Кристофер Клингеман   | 7-6(2) 6-3         |
| 7. | 21 ноября 2010  | Канкун, Мексика                         | Грунт    | Сантьяго Гонсалес | Сесар Рамирес Райнер Эйтцингер        | 6-1 7-6(3)         |
| 8. | 15 июля 2012    | Богота, Колумбия                        | Грунт    | Марсело Демолинер | Рикардо Гедин Томас Фаббиано          | 6-4 6-2            |
| 9. | 28 апреля 2013  | Кордова, Мексика                        | Хард     | Алекс Льомпарт    | Рубен Гонсалес Крис Летчер            | 6-3 6-3            |

#### Поражения (15)
| №   | Дата             | Турнир                  | Покрытие | Партнёр               | Соперники в финале                    | Счёт              |
| 1.  | 3 июня 2007      | Карсон, США             | Хард     | Альберто Фрэнсис      | Раджив Рам Бобби Рейнольдс            | 6-7(8) 2-6        |
| 2.  | 28 октября 2007  | Манагуа, Никарагуа      | Хард     | Хосе-Роберто Веласко  | Алехандро Гонсалес Николас Тодеро     | 5-7 4-6           |
| 3.  | 15 июня 2008     | Лумис, США              | Хард     | Рикардо Осевар        | Джи-Ди Джонс Даниэл Кинг-Тернер       | 2-6 3-6           |
| 4.  | 19 июля 2008     | Манта, Эквадор          | Хард     | Алехандро Фаббри      | Алехандро Гонсалес Эдуардо Струвай    | 5-7 6-3 [7-10]    |
| 5.  | 16 ноября 2008   | Медельин, Колумбия      | Грунт    | Хуан-Пабло Амадо      | Хуан Себастьян Кабаль Алехандро Фалья | 4-3 — отказ       |
| 6.  | 8 февраля 2009   | Манисалес, Колумбия     | Грунт    | Хуан-Пабло Амадо      | Алехандро Гонсалес Эдуардо Струвай    | 2-6 7-6(6) [5-10] |
| 7.  | 19 апреля 2009   | Мехико, Мексика         | Хард     | Жуан Соуза            | Санчай Ративатана Сончат Ративатана   | 3-6 3-6           |
| 8.  | 24 января 2010   | Голливуд, США           | Грунт    | Арнау Брюгес-Дави     | Маттео Виола Стефано Янни             | 7-6(1) 1-6 [7-10] |
| 9.  | 18 июля 2010     | Богота, Колумбия        | Грунт    | Алехандро Гонсалес    | Хуан Себастьян Кабаль Роберт Фара     | 6-7(6) 4-6        |
| 10. | 2 октября 2011   | Агуаскальентес, Мексика | Грунт    | Хулио Сезар Компосано | Даниэль Гарса Сантьяго Гонсалес       | 4-6 7-5 [9-11]    |
| 11. | 5 февраля 2012   | Мехико, Мексика         | Хард     | Пьеро Луиси           | Дэвин Бриттон Остин Крайчек           | 3-6 4-6           |
| 12. | 4 августа 2012   | Манта, Эквадор          | Хард     | Жуан Соуза            | Дуильо Беретта Ренсо Оливо            | 3-6 0-6           |
| 13. | 19 августа 2012  | Богота, Колумбия        | Грунт    | Мичаэль Кинтеро       | Сесар Рамирес Маурисио Эчасу          | 4-6 5-7           |
| 14. | 29 сентября 2013 | Порту-Алегри, Бразилия  | Грунт    | Жуан Соуза            | Гильермо Дуран Максимо Гонсалес       | 6-3 1-6 [5-10]    |
| 15. | 5 января 2014    | Сан-Паулу, Бразилия     | Хард     | Николас Баррьентос    | Геро Кречмер Александр Сачко          | 6-4 5-7 [6-10]    |